# Coenosia incurva
Coenosia incurva är en tvåvingeart som beskrevs av Stein 1911. Coenosia incurva ingår i släktet Coenosia och familjen husflugor. Inga underarter finns listade i Catalogue of Life.